# 黄東奎
黄 東奎（Hwang Tong Gyu、ファン・ドンギュ、1938年4月9日 - ）は韓国の詩人。平安南道粛川郡出身。父は小説家の黄順元。

## 略歴
1938年4月9日、平安南道粛川郡に生まれる。1958年、詩人「徐廷柱」により『現代文学』に詩『즐거운 편지(楽しい手紙)』、『동백나무(ヤブツバキ)』が推薦され登壇した。初期の黄の作品には叙情詩が多いが、伝統的な恋愛詩ではなく新鮮な情念の雰囲気を形象化した詩人特有の独特な恋歌が注目を浴びた。2作目の詩集『비가(悲歌)』では初期の詩で見られた前向きな受容の姿勢ではなく、宿命的悲劇性を淡白に受け容れて具体化する姿を見せることでより成熟した世界観を表現している。
1960年代後半には時代の矛盾を歴史的・古典的題材を通じて間接的に表現することで詩的説得力を得ている。このような変化は1970年代まで続いてモダニズムになり、1978年に発表した詩集『나는 바퀴를 보면 굴리고 싶어진다(私は輪をみると転がしたくなる)』には更に明確に現れている。当時の時代的状況を詠った『계엄령 속의 눈(戒厳令の中の雪)』などの社会批判詩は、暗示と間接化の表現法を使用することで社会問題を高いレベルで作品化した秀作として評価された。1995年『現代文学』に連作詩『풍장(風葬)』を発表、1982年からの14年間「死」というテーマで書き続けた作品で文壇の話題となった。
新しい変化を詩的生命力の根幹としている黄は、60歳を超えてもなお個性的な極叙情詩と長詩を持続的に発表して文壇の亀鑑となっている。

## 年譜
- 1938年4月9日、平安南道粛川郡に生まれる。[1]
- 1968年、現代文学賞受賞。
- 1980年、韓国文学賞受賞。
- 1988年、燕厳文学賞受賞。
- 1991年、金宗三文学賞、怡山文学賞受賞。
- 1995年、第3回大山文学賞受賞。
- 2002年、第2回未堂文学賞受賞。
- 2003年、紅条勤政勲章受章。
- 2006年、第10回満海大賞受賞。
- 2006年～、大韓民国芸術院会員、ソウル大名誉教授。
- 2006年～2009年、第4代韓国刊行物倫理委員会副委員長。
- 2009年～、第5代韓国刊行物倫理委員会委員。
- 2011年、第3回具常文学賞本賞受賞。
- 2016年、湖巌賞芸術部門受賞。

## 代表作品
- 1961年、어떤 개인 날(ある晴れた日)[3][4]
- 1965年、비가(悲歌)
- 1972年、열하일기(熱河日記)
- 1975年、삼남에 내리는 눈(三南に降る雪)
- 1976年、사랑의 뿌리(愛の根)
- 1978年、나는 바퀴를 보면 굴리고 싶어진다(私は輪をみると転がしたくなる)
- 1979年、겨울 노래(冬歌)
- 1988年、견딜 수 없이 가벼운 존재들(耐えられない軽い存在たち)
- 1991年、몰운대행(没雲台行)
- 1993年、미시령 큰바람(彌矢嶺 大きな風)
- 1994年、나의 시와 빛과 그늘(私の詩と光と影)
- 1997年、외계인(宇宙人)
- 2000年、버클리풍 사랑의 노래(バークリー風愛の歌)
- 2001年、시가 태어나는 자리(詩が生まれる場所)、젖은 손으로 돌아보라(濡れた手で振り向け)